# کیسیرون
کیسیرون (به ژاپنی: 経世論 /經世論 けいせいろん). این مجموعه‌ای از سیاست‌هایی است که برای «اداره کشور و منفعت مردم» در اوایل ژاپن مدرن (دوره ادو) یا ایده‌های پشت آنها تدوین شده است. همچنین به آن اندیشه کیسی یا نظریه کیسی-سایمین گفته می‌شود.

## مرور کلی
«کیسی» به معنای «کیسی-سایمین» (برای اداره جهان و نجات مردم / «منشأ اقتصاد») است، یعنی «سیاست» به معنای وسیع کلمه، و بنابراین محتوای کیسیرون طیف گسترده‌ای از زمینه‌ها مانند آنچه اکنون «علوم سیاسی»، ایده‌های «سیاسی و سیاست‌گذاری»، «اقتصاد»، «اندیشه اقتصادی»، «جامعه‌شناسی» و «اندیشه اجتماعی» می‌نامیم را در بر می‌گیرد.
زمینه ایجاد چنین ایده‌هایی، ظهور تضادهای اجتماعی مختلف، مانند فقر مالی اربابان فئودال، تهی شدن و فساد نهادهای حاکم، فقر دهقانان و تمرکز ثروت در دست بازرگانان و رباخواران است که تحت سیستم مالکیت فئودالی پیشرفت می‌کرد. کیسیرون به عنوان توصیه و پیشنهاد به صاحبان قدرت در مورد چگونگی مقابله با این مشکلات نوشته و منتشر شد و در بیشتر موارد نویسندگان اعضای طبقه سامورایی، طبقه حاکم زمان یا از آن طبقه بودند (بیشتر آنها به ویژه محققان کنفوسیوسی).